# Fabian Hambüchen
Fabian Hambüchen, född den 25 oktober 1987 i Bergisch Gladbach i Tyskland, är en tysk gymnast.
Vid de olympiska gymnastiktävlingarna 2008 i Peking tog han OS-brons i herrarnas räck Han tog därefter OS-silver i herrarnas räck i samband med de olympiska gymnastiktävlingarna 2012 i London.